# Хаттон, Мэттью
Мэттью Хаттон (англ. Matthew Hatton), род. 15 мая 1981 года Стокпорт, Чешир, Великобритания) — британский боксёр-профессионал, выступавший в полусредней весовой категории (англ. Welterweight). Чемпион Европы в полулёгком весе по версии EBU, 2010 года. Родной брат знаменитого британского боксёра, Рикки Хаттона.

## Профессиональная карьера
Хаттон дебютировал на профессиональном ринге в конце 2000 года в полулёгком весе.
В сентябре 2002 года проиграл по очкам опытному джорнимену, Дэвиду Кирку, в шестираундовом бою. Через полгода проиграл нокаутом начинающему профессиональному боксёру, Дэвиду Киеру.
6 мая 2004 года в 10-раундовом поединке завоевал титул чемпиона центрального региона Англии по версии BBBofC.
С высокой периодичностью выходил на ринг, и побеждал своих соперников. В октябре 2006 года проиграл дисквалификацией соотечественнику Алану Босвату в элиминаторе BBBofC, на титул чемпиона Великобритании.
24 мая 2008 года проиграл по очкам Крэйгу Уотсону в бою за титул британского содружества. В ноябре этого же года победил по очкам боксёра из Ганы, Бена Таки.
13 ноября 2009 года свёл вничью бой с австралийцем, Лавмором Нду в бою за титул чемпиона мира по версии IBO.
26 мая 2010 года завоевал вакантный титул чемпиона Европы в полусреднем весе по версии EBU, победив по очкам итальянца, Джанлуку Бранко.
16 июля 2010 года защитил титул против украинца Юрия Нуженко.
26 ноября нокаутировал в четвёртом раунде непобеждённого швейцарца Роберто Белже.
5 марта 2011 года проиграл по очкам непобеждённому мексиканцу Саулю Альваресу во второй полусредней весовой категории.
19 августа 2011 года победил по очкам белоруса Андрея Абраменко завоевав вакантный титул IBF International в полусреднем весе.
17 марта 2012 года проиграл по очкам непобеждённому соотечественнику Келлу Бруку.
12 октября 2012 года нокаутировал в первом раунде американского боксёра Майкла Ломакса.
В марте 2013 года проиграл по очкам южноафриканцу Крис ван Хердену. После этого поражения завершил боксёрскую карьеру. «Единственное, к чему я стремился в своей карьере — стать чемпионом мира и говорить об этом. После поражения от Ван Хеердена я сразу задумался об уходе, потому что должен был побеждать бойца этого уровня. Я верил, что способен одолеть боксера калибра Криса, когда у тебя появляются дети, то начинаешь понимать, что есть что-то важнее бокса. При этом врачи всегда предупреждают, какие последствия могут быть после ринга. У меня двое детей, а это уже риск, ведь все рискуют, когда выходят на ринг. Я хорошо заработал, мое здоровье в полном порядке, а за карьеру я добился многого» — подчеркнул Мэтью.

## Таблица профессиональных поединков
В таблице перечислены результаты всех поединков боксёров.
В каждой строке указан результат поединка. Дополнительно номер поединка обозначен цветом, который обозначает итог поединка. Расшифровка обозначений и цветов представлена в нижеследующей таблице.
| Пример | Расшифровка                     |
| ------ | ------------------------------- |
|        | Победа                          |
|        | Ничья                           |
|        | Поражение                       |
|        | Планируемый поединок            |
|        | Поединок признан несостоявшимся |
| КО     | Нокаут                          |
| ТКО    | Технический нокаут              |
| PTS    | Решение судей (по очкам)        |
| UD     | Единогласное решение судей      |
| MD     | Решение большинства судей       |
| SD     | Раздельное решение судей        |
| RTD    | Отказ от продолжения боя        |
| DQ     | Дисквалификация                 |
| NC     | Поединок признан несостоявшимся |

| 52 поединка, 43 победы (17 нокаутом), 7 поражений, 2 ничьи. | 52 поединка, 43 победы (17 нокаутом), 7 поражений, 2 ничьи. | 52 поединка, 43 победы (17 нокаутом), 7 поражений, 2 ничьи. | 52 поединка, 43 победы (17 нокаутом), 7 поражений, 2 ничьи. | 52 поединка, 43 победы (17 нокаутом), 7 поражений, 2 ничьи. | 52 поединка, 43 победы (17 нокаутом), 7 поражений, 2 ничьи. | 52 поединка, 43 победы (17 нокаутом), 7 поражений, 2 ничьи. |
| Бой                                                         | Рекорд                                                      | Дата                                                        | Соперник                                                    | Место боя                                                   | Результат                                                   | Данные о бое |
| ----------------------------------------------------------- | ----------------------------------------------------------- | ----------------------------------------------------------- | ----------------------------------------------------------- | ----------------------------------------------------------- | ----------------------------------------------------------- | --- |
| 52                                                          | 43-7-2                                                      | 2 марта 2013                                                | Крис ван Херден (18-1-1)                                    | Sandton Convention Center, Йоханнесбург, ЮАР                | UD 12                                                       | Счёт судей: 110-118, 112-117, 112-116. |
| 51                                                          | 43-6-2                                                      | 12 октября 2012                                             | Майкл Ломакс (18-4-1)                                       | Bowlers Exhibition Centre, Манчестер, Великобритания        | TKO 1 (8), 1:24                                             | |
| 50                                                          | 42-6-2                                                      | 17 марта 2012                                               | Келл Брук (26-0)                                            | Sheffield Arena, Шеффилд, Великобритания                    | UD 12                                                       | Бой за титул IBF International (1-я защита Хаттона) и WBA Inter-Continental (2-я защита Брука) в полусреднем весе. Хаттон в нокдауне в 9 раунде. Счёт судей: 107-119, 108-119, 109-118. |
| 49                                                          | 42-5-2                                                      | 19 августа 2011                                             | Андрей Абраменко (15-0-2)                                   | Tower Circus, Блэкпул, Великобритания                       | UD 12                                                       | Бой за вакантный титул IBF International в полусреднем весе. Счёт судей: 118-109, 118-110, 118-109.                                                                                     |
| 48                                                          | 41-5-2                                                      | 5 марта 2011                                                | Сауль Альварес (35-0-1)                                     | Honda Center, Анахайм, Калифорния, США                      | UD 12                                                       | Бой за титул чемпиона мира по версии WBС в первом среднем весе. Счёт судей: 108-119 (трижды).                                                                                           |
| 47                                                          | 41-4-2                                                      | 26 ноября 2010                                              | Роберто Бельже (25-0-1)                                     | De Vere Whites Hotel, Болтон, Великобритания                | KO 3 (12), 1:32                                             | Бой за титул чемпиона Европы по версии EBU (2-я защита Хаттона) в полусреднем весе. |
| 46                                                          | 40-4-2                                                      | 16 июля 2010                                                | Юрий Нужненко (30-1-1)                                      | Bolton Arena, Болтон, Великобритания                        | UD 12                                                       | Бой за титул чемпиона Европы по версии EBU (1-я защита Хаттона) в полусреднем весе. Счёт судей: 117-110, 16-111, 116-111.                                                               |
| 45                                                          | 39-4-2                                                      | 26 марта 2010                                               | Джанлука Бранко (43-2-1)                                    | Goresbrook Leisure Centre, Дагенхем, Великобритания         | UD 12                                                       | Бой за вакантный титул чемпиона Европы по версии EBU в полусреднем весе. Счёт судей: 117-111, 115-113, 116-112.                                                                         |
| 44                                                          | 38-4-2                                                      | 19 февраля 2010                                             | Михеил Хуцишвили (13-9-2)                                   | Fenton Manor Sports Complex, Сток-он-Трент, Великобритания  | TKO 5 (8), 2:35                                             | |
| 43                                                          | 37-4-2                                                      | 13 ноября 2009                                              | Лавмор Ндоу (47-11-1)                                       | Fenton Manor Sports Complex, Сток-он-Трент, Великобритания  | SD 12                                                       | Бой за титул чемпиона по версии IBO (1-я защита Ндоу) в полусреднем весе. Счёт судей: 115-114, 114-115, 114-114.                                                                        |
| 42                                                          | 37-4-1                                                      | 2 мая 2009                                                  | Эрнесто Зепеда (39-11-4)                                    | MGM Grand, Лас-Вегас, Невада, США                           | UD 8                                                        | Счёт судей: 79-73, 78-74 (дваджы). |
| 41                                                          | 36-4-1                                                      | 28 марта 2009                                               | Тед Бами (26-4)                                             | Leisure Centre, Олтрингем, Великобритания                   | TKO 6 (12), 2:03                                            | Элиминатор титула IBO в полусреднем весе. Бами превысил допустимый вес на один фунт. |
| 40                                                          | 35-4-1                                                      | 22 ноября 2008                                              | Бен Такки (30-10)                                           | MGM Grand, Лас-Вегас, Невада, США                           | UD 10                                                       | Счёт судей: 98-92, 97-93, 98-92. |
| 39                                                          | 34-4-1                                                      | 5 сентября 2008                                             | Скотт Вулфорд (8-1)                                         | Harvey Hadden Leisure Centre, Ноттингем, Великобритания     | PTS 8                                                       | Счёт судьи: 77-74. |
| 38                                                          | 33-4-1                                                      | 24 мая 2008                                                 | Крейг Уотсон (12-2)                                         | Этихад, Манчестер, Великобритания                           | UD 12                                                       | Счёт судей: 112-117, 111-118 112-116. |
| 37                                                          | 33-3-1                                                      | 5 сентября 2008                                             | Фрэнки Сантос (15-5-3)                                      | MGM Grand, Лас-Вегас, Невада, США                           | PTS 8                                                       | Счёт судей: 80-72, 80-72, 79-73. |
| 36                                                          | 32-3-1                                                      | 20 октября 2007                                             | Самули Леппиахо (9-4-1)                                     | National Stadium, Дублин, Ирландия                          | RTD 6 (8), 3:00                                             | |
| 35                                                          | 31-3-1                                                      | 23 июня 2007                                                | Эдвин Васкес (22-9-2)                                       | Thomas & Mack Center, Лас-Вегас, Невада, США                | UD 12                                                       | Бой за титул IBF Inter-Continental в полусреднем весе. Счёт судей: 115-113, 117-111, 115-112.                                                                                           |
| Бой                                                         | Рекорд                                                      | Дата                                                        | Соперник                                                    | Место боя                                                   | Результат                                                   | Данные о бое |